# Solanum viride
Solanum viride är en potatisväxtart som beskrevs av Spreng.. Solanum viride ingår i släktet skattor som ingår i familjen potatisväxter. Inga underarter finns listade i Catalogue of Life.